# Ічнянський районний краєзнавчий музей
Ічнянський історико-краєзнавчий музей — історичний і краєзнавчий музей у районному центрі Чернігівської області місті Ічня; регіональне зібрання матеріалів, документів, предметів і витворів мистецтва, що висвітлює історію, культурні і мистецькі традиції, природу і людський потенціал Ічнянщини; культурний осередок Ічні та району.

## Загальні дані
Ічнянський історико-краєзнавчий музей міститься у невеликому цегляному сучасному будинку неподалік центру Ічні за адресою:
вул. Воскресінська, буд. 27, м. Ічня—16703 (Чернігівська область, Україна).
Графік роботи музею: з 8.00 до 17.00, вихідний — понеділок.
Директор музею — Даценко Марина Миколаївна.

## З історії музею
Історико-краєзнавчий музей в Ічні був заснований у 1961 році як музей, що діяв на громадських засадах.
Засновником музею був Микола Павлович Бутко, який доклав чимало зусиль для організації в Ічні краєзнавчого осередку. Потому музей очолювали В. Г. Колос, П. Д. Ковтун, П. Ф. Жиляєв, В. В.Борщенко і нині закладом керує М. М. Даценко.
30 червня 1997 року Ічнянський музей перетворено на відділ Чернігівського історичного музею.
Нині (2000-ні) Ічнянський історико-краєзнавчий музей — самостійний музейний заклад. Наприкінці 2000-х років, з огляду на величину фондів, назріла нагальна потреба з розширення площ експозиції і фондів, тим більше, що особливістю музею є дуже значна кількість виробів місцевих майстрів, витворів митців-аматорів тощо. Відтак, у планах місцевої влади спільно з ічнянськими музейниками є організація окремого художнього відділу музею, який має розміститися у розташованій неподалік — за декілька десятків метрів на іншій стороні вулиці — схожій на музей цегляній будівлі, що за СРСР правила за Будинок піонерів.
Керівники музею є активістами Історико-краєзнавчого товариства "Ічнянщина", заснованого 2015 року.

## Фонди та експозиція
В Ічнянському історико-краєзнавчому музеї зберігається близько 7 тисяч експонатів основного фонду і приблизно стільки ж одиниць зберігання допоміжного фонду (2009), що віддзеркалюють природу та історію Ічнянського краю.
У фондах музею — комплекс матеріалів про німецько-радянську війну, історію Ічні часів німецько-фашистської окупації а також оригінальна колекція самоварів, кахлів, ікон і стародруків. Значну кількість експонатів становлять витвори місцевих митців, як професійних, так і аматорських, і майстрів декоративно-ужиткового мистецтва, спеціально зроблені або подаровані музею. Серед таких робіт унікальна підбірка різьблень по дереву А. Штепи, художні полотна Рощака, В. Швидченка, П. Басанця, П. Михайлика, О. Тарасенка, Юрія Борща, кераміка М. І Піщенка.
Експозиція музею розміщується у 7 залах:
1. художня зала;
2. зала творчості народних умільців;
3. «Історія (до ХХ ст.)» і «етнографія»;
4. «Історія Ічнянщини на початку ХХ століття»;
5. «Друга світова війна»;
6. «Повоєнне життя на Ічнянщині»;
7. «Природа Ічнянського краю».

## Виноски
1. ↑  Ічнянський історико-краєзнавчий музей [Архівовано 8 березня 2016 у Wayback Machine.] на www.tour-cn.com.ua (вебресурс «Чернігів для туриста») [Архівовано 6 лютого 2011 у Wayback Machine.]
2. ↑  Ічнянський музей // Чернігівщина:Енциклопедичний довідник, К.: УРЕ і м. М. П. Бажана, 1990. — с. 286
3. ↑  Історико-краєзнавчі музеї // Ічнянщина - край слави, праці, хліба і краси. Презентаційний збірник., К.: Український видавничий консорціум, 2009. — с. 28